# Provincie Ávila
Provincie Ávila (výslovnost: [´aβila]) je provincie středo-západního Španělska na jihu autonomního společenství Kastilie a León. Hraničí na jihu s provinciemi Toledo a Cáceres, na západě s provincií Salamanca, na severu s Valladolidem, na východě se Segovií a Madridem. Provincie má přibližně 159 tisíc obyvatel. Hlavním městem je Ávila.

## Přírodní poměry
Provincie se dělí na dva přirozené celky, které se naprosto liší co do půdy i klimatu. Severní část je náhorní rovina s půdou neurčité kvality, kamenitou v údolích; a klima se střídá od krutých zim po extrémní horka v létě. Oproti jižní části je zde rozšířenější zemědělství. Jižní část provincie je tvořena rozeklanými žulovými sierras, mezi nimiž však jsou chráněná a dobře zavodněná údolí s bohatou vegetací. Zimy zde, zvláště ve vyšších polohách v oblasti Paramera a v pustých krajích Ávily, jsou dlouhé a kruté, ale klima není nezdravé.
Hlavním horským řetězem v provincii je Guadarrama, která odděluje tuto provincii od Madridu; Paramera a Sierra de Ávila, západně od Guadarramy; a stěna pohoří Sierra de Gredos podél jižní hranice. Nejvyšším vrcholem je Pico Almanzor. Hřebeny, které se větví od Paramery, jsou pokryty cennými bukovými, dubovými a jedlovými lesy, které se velmi liší od holých vrcholů Sierra de Gredos.
Hlavními řekami jsou Alberche a Tiétar, které patří do povodí Taja, a Tormes, Trabancos a Adaja, náležející do povodí Duera.

## Znak provincie
Čtvrcený štít, 1) ve stříbře kamenný hrad v plamenech na zlaté terase (Arenas de San Pedro); 2) čtvrceno, a) a d) ve stříbře pták (vrána) svých barev na zeleném pažitu, b) a c) ve zlatě cypřiš a pinie svých barev na zeleném pažitu (Piedrahita); 3) v modrém vpravo posunutá brána hradu a doleva skákající jezdec na stříbrném koni bez uzdy a s kopím v ruce (Arévalo); 4) v modrém přirozená stojící zebra na zeleném pažitu (Cebreros); v patě vložená modrá špice s kamenným římským mostem o 3 obloucích nad sb. a m. vlnami, po nichž pluje bárka svých barev, vrcholící stříbrným latinským křížem (Barco de Ávila). Srdeční štítek: v červeném stříbrný obraz katedrály v Ávile (Ávila) a na jejím cimbuří poprsí krále Alfonsa s korunou, žezlem a mečem ze stejného kovu, v patě černý nápis "Ávila del Rey". Klenot: uzavřená královská koruna.